# فريق عفريتي
Advanced Persistent Threat 33 (APT33) هي مجموعة من المخترقين وصفتها FireEye بأنها مدعومة من قبل حكومة إيران .
تم تسمية المجموعة أيضًا باسم Refined Kitten (بواسطة Crowdstrike ) و Magnallium (بواسطة Dragos) و Holmium (بواسطة Microsoft ).

## التاريخ
منذو عام 2017 تتبعت FireEye و الولايات المتحده المجموعة.تعتقد شركة الأمن FireEye أن المجموعة كانت نشطة منذو عام 2013 على الأقل . لدى FireEye دليل قوي على أنها تعمل نيابة عن الحكومة الإيرانية. وعلى الرغم من أنها مركزة إلى حد كبير على التجسس الخفي، فقد وجدت FireEye روابط لأنشطة بينها وبين قطعة من البرامج الضارة التي تدمر البيانات والتي حللها محللو الأمن منذو وقت سابق من عام 2017.

## أهداف
وبحسب ما ورد استهدف APT33 أهداف حساسة صناعة الطيران والدفاع والبتروكيماويات في الولايات المتحدة وكوريا الجنوبية والمملكة العربية السعودية وفي الشرق الأوسط عموما .

## طريقة العمل
وبحسب ما ورد تستخدم المجموعة برنامج قطارة يسمى DropShot ، والذي يمكنه نشر ماسحات الاقراص الصلبة تسمى ShapeShift ، أو تثبيت مستتر خلفي يسمى TurnedUp.
تم الكشف عن استخدام المجموعة لأداة ALFASHELL لإرسال رسائل بريد إلكتروني للتصيد العشوائي محملة بمواقع وهمية .
المجالات التي تستهدفها المجموعة تستهدف العديد من الكيانات التجارية، بما في ذلك بوينغ ، وشركة السلام للطائرات، ونورثروب غرومان وفينيل .

## هوية
لاحظت FireEye و Kaspersky Lab أوجه التشابه بين ShapeShift و Shamoon ، وهو فيروس آخر مرتبط بإيران. كما استخدمت APT33 الفارسية في ShapeShift و DropShot ، وكانت أكثر نشاطًا خلال ساعات العمل في توقيت إيران الرسمي ، حيث ظلت غير نشطة في عطلة نهاية الأسبوع الإيرانية.
تم ربط أحد المتطفلين المعروفين باسم مستعار xman_1365_x بكل من رمز أداة TurnedUp ومعهد النصر الإيراني، والذي تم ربطه بالجيش الإيراني الإلكتروني . xman_1365_x لها حسابات على منتديات الهاكر الإيرانية، بما في ذلك Shabgard و Ashiyane .